# Vicosee
Der Vicosee (italienisch Lago di Vico auch Lago Cimino genannt, in der Antike lacus Ciminius) ist ein Kratersee vulkanischen Ursprungs in der mittelitalienischen Region Latium. Er liegt nordwestlich von Rom und südöstlich von Viterbo, umgeben von der felsigen Hügelkette der Monti Cimini mit dem Monte Fogliano (965 m) und dem Monte Venere (851 m) als ihren höchsten Erhebungen.

## Geografie und Geschichte
Laut einer antiken Sage entstand der See, als der mythologische Held Herakles zum Beweis seiner Kraft mit seiner Keule ein Loch in den Boden schlug. Eine gigantische Fontäne Quellwasser sei hervorgetreten und habe das Loch überschwemmt. In Wirklichkeit ist der Lago di Vico – wie der Lago di Bolsena, der Lago di Bracciano und die übrigen Seen der Campagna Romana – vulkanischen Ursprungs. Nach den letzten Eruptionen vor ca. 100.000 Jahren füllten sich die Calderen nach und nach sowohl mit Grund- als auch mit Regenwasser.
Bereits in der Antike – mutmaßlich durch die Etrusker, vielleicht aber auch erst durch die Römer – wurde ein unterirdischer Kanal gebaut, um den Wasserspiegel um ca. 20 m abzusenken. Fest steht, dass dieser Tunnel bereits vorhanden war, als die Via Cassia angelegt wurde. Zuvor hatte der Lago di Vico nach Berechnungen annähernd die doppelte Fläche und war der Monte Venere wahrscheinlich eine Insel im See. Erst die Entwässerung machte eine Nutzung der fruchtbaren Ebene rund um den See, die den Bergketten vorgelagert ist, für Landwirtschaft und Viehzucht möglich.
Nach der Eroberung des Römischen Reichs durch die Langobarden gehörte der Lago di Vico territorial seit dem 8. Jahrhundert zum Kirchenstaat. Unter den päpstlichen Regenten der Farnese im 16. Jahrhundert wurde der antike Kanal restauriert. Seit 1870 gehört der Lago di Vico zum italienischen Nationalstaat.
Heute teilen sich vier Gemeindeverwaltungen seine Ufer bzw. die umliegenden Berge:
- Ronciglione im Süden
- Caprarola im Osten
- Viterbo im Norden
- Vetralla im Westen

## Natur, Landschaft und Tierwelt

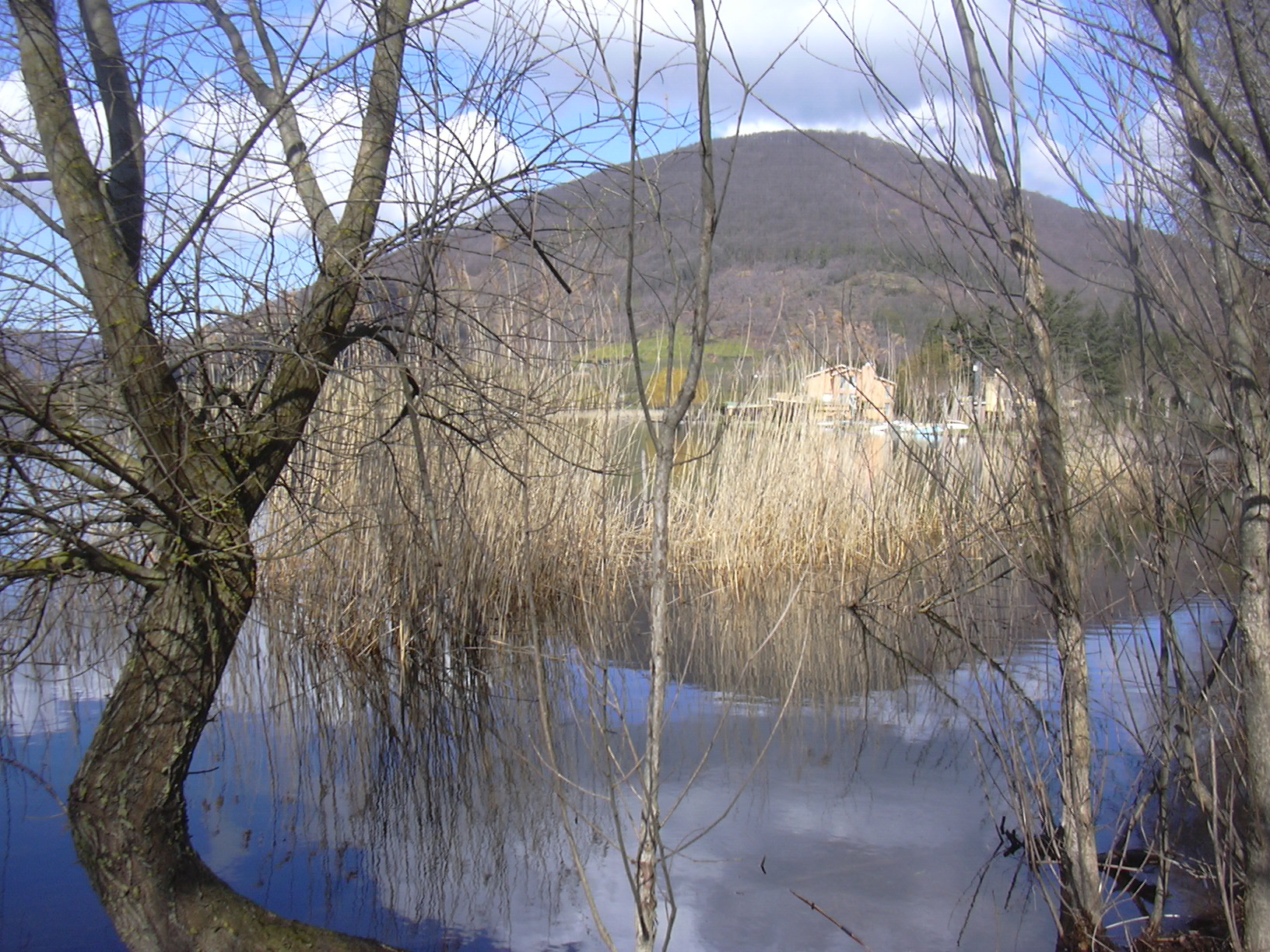
Schilflandschaft am Lago di Vico mit Monte Venere

Der Lago di Vico ist Zentrum und namensgebende Attraktion des Naturreservats Riserva Naturale del Lago di Vico, das auf einer Fläche von 3.200 Hektar den nördlichen Teil des Sees, die Sumpfgebiete seiner Uferzone und die umliegenden Eichen- und Buchenwälder am Monte Venere umfasst.
Seit der Antike gilt der See als fischreich. Hechte erreichen hier eine beachtliche Größe; auch Barsche, Maräne und Aale sind häufig.
Der Fischotter, der Mitte der 1960er Jahre noch gelegentlich gesehen wurde, scheint zu Beginn des 21. Jahrhunderts verschwunden.
Einer reichen Vogelwelt dient der Lago di Vico als Winterquartier. Wasserhuhn, Haubentaucher, Stockente, Schnatterente, Reiher und viele andere leben insbesondere in den geschützten Schilfzonen des Nordufers.

## Wirtschaft und Tourismus
Auf den landwirtschaftlich genutzten Flächen dominieren Haselnussplantagen, in höheren Lagen Edelkastanienkulturen und Schafweiden.
Am Südufer des Sees, das nicht unter Naturschutz steht, haben sich wenige Ufercafés, Ferienwohnungen, die auch um deutsche Touristen werben, sowie ein auf römische Hochzeitsgesellschaften und größere Familienfeiern ausgerichtetes Hotel etabliert.
Eine Erweiterung der Infrastruktur wird von der Tourismusbehörde nicht gefördert, da dem Natur- und Landschaftsschutz Vorrang gegeben und der Lago di Vico als Oase der Ruhe und Entspannung beworben werden soll. Ein weitestgehend naturbelassener, nicht zersiedelter See ist in Italien eine außergewöhnliche Attraktion; insbesondere unterscheiden diese Eigenschaften den Lago di Vico von allen übrigen Gewässern der vulkanischen Seenplatte nördlich und südlich von Rom.
Zur Sicherstellung des Trinkwasserschutzes ist Wassersport auf dem See verboten.

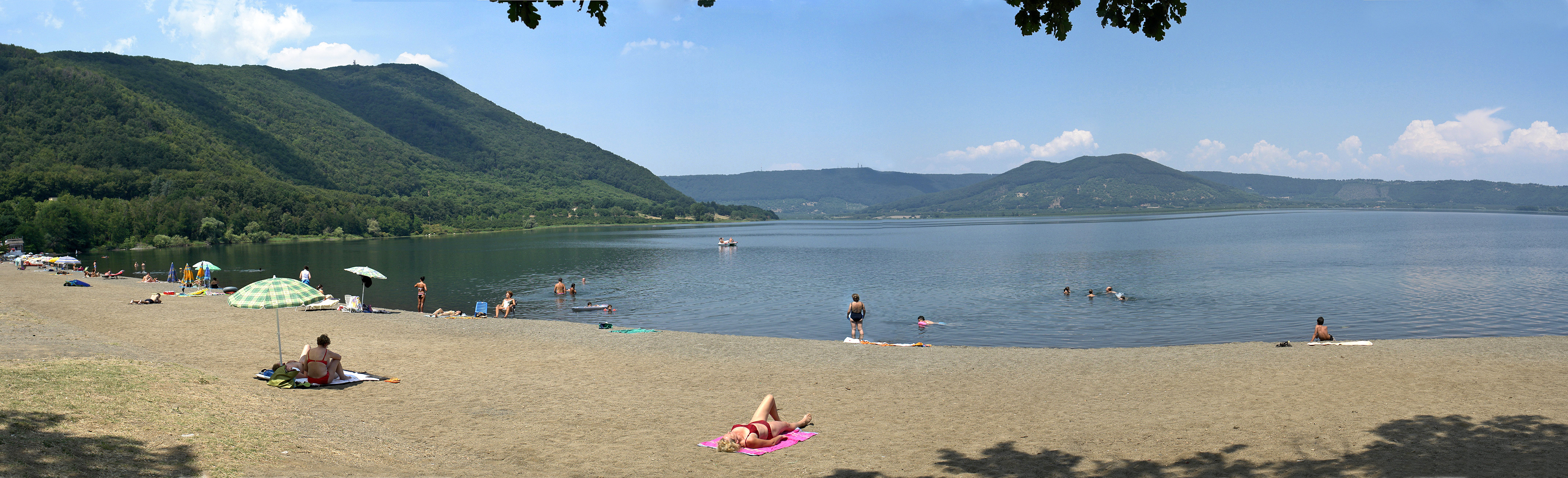
Vicosee, Blick vom Südufer